# Ranunculus puringii
Ranunculus puringii är en ranunkelväxtart som beskrevs av N.N. Tzvelev. Ranunculus puringii ingår i släktet ranunkler, och familjen ranunkelväxter. Inga underarter finns listade i Catalogue of Life.